# Silvia af Sverige
Hendes Majestæt Dronning Silvia af Sverige (født 23. december 1943 som Silvia Renate Sommerlath) er Sveriges nuværende dronning. Hun blev dronning den 19. juni 1976, hvor hun giftede sig med kong Carl 16. Gustav af Sverige.
Kongeparret bor på Drottningholm Slot uden for Stockholm. De har tre børn, hvoraf den ældste datter Victoria er tronfølger.

## Barndom og ungdom
Silvia Sommerlath blev født den 23. december 1943 i Heidelberg i Tyskland som datter af den tyske forretningsmand Walther Sommerlath (1901-1990), der er født i Brasilien, og hans brasilianske kone Alice Soares de Toledo (1906-1997). Hun har tre ældre brødre Ralf Sommerlath, Walther Sommerlath og Jörg Sommerlath (død 2006). Hun voksede op i São Paulo (1947-57) i Brasilien. I 1957 vendte familien tilbage til Vesttyskland. Silvia kom på Elisabeth-von-Thadden-Schule, en privatskole i Heidelberg Wieblingen. I 1963 gik hun på Luise-Gymnasium i Düsseldorf, og fra 1965 til 1969 deltog hun i sprog- og tolkekurser i München. Ud over svensk og tysk taler hun fransk, spansk, portugisisk, engelsk og svensk tegnsprog. Hun arbejdede på det argentinske konsulat i München og siden som værtinde ved sommer-OL 1972 i München og som souschef i værtindeafdelingen ved vinter-OL 1976 i Innsbruck. 

## Mødet med den svenske kronprins
Under  OL i München i 1972 mødte hun kronprinsen af Sverige, Carl Gustaf, som hun den 19. juni 1976 blev gift med i Stockholm Storkyrka (de blev forlovet den 12. marts 1976). Ved højtideligheden deltog Silvias onkel, professor i teologi fra Leipzig, Ernst Sommerlath. Dagen før havde det svenske popband ABBA uropført sangen "Dancing Queen" i et radioprogram til ære for parret. 

## Afsløringen af hendes fars fortid
Pga rygtespredning tog dronningen i maj 2011 initiativ til en undersøgelse af sin fars forhold under krigen. Siden 2002 har det været kendt, at han var medlem af Nationalsozialistische Deutsche Arbeiterpartei NSDAP, selv om han hele livet benægtede det. Nye oplysninger afslørede, at Walter Sommerlath overtog en tysk virksomhed med jødisk ejer i 1939 som en del af den tyske regerings "arianiseringsprogram".  Dronningens omfattende lobbyvirksomhed for at renvaske sin far og skjule fakta beskrives i Johan Åsards bog fra 2014. 

## Titel, prædikater og æresbevisninger

### Titler og prædikater
- 23. december 1943 — 19. juni 1976: Silvia Renate Sommerlath
- 19. juni 1976 — nu: Hendes Majestæt Silvia, Sveriges Dronning

### Æresbevisninger

#### Svenske dekorationer
- Sverige: Ridder af Serafimerordenen  (1976)

#### Udenlandske dekorationer
- Danmark: Ridder af Elefantordenen (R.E.)  (1985)[3]
- Norge: Storkors af Sankt Olavs Orden (No.St.O.1.)  (1982)[4]

## Børn og børnebørn
| Navn                              | Født          | Ægtefælle           | Børn                                                                                                  |
| --------------------------------- | ------------- | ------------------- | --- |
| Kronprinsesse Victoria af Sverige | 14. juli 1977 | Daniel Westling     | Prinsesse Estelle af Sverige Prins Oscar af Sverige                                                   |
| Prins Carl Philip af Sverige      | 13. maj 1979  | Sofia Hellqvist     | Prins Alexander af Sverige Prins Gabriel af Sverige Prins Julian af Sverige Prinsesse Ines af Sverige |
| Prinsesse Madeleine af Sverige    | 10. juni 1982 | Christopher O'Neill | Prinsesse Leonore af Sverige Prins Nicolas af Sverige Prinsesse Adrienne af Sverige                   |